# Psałterz moguncki

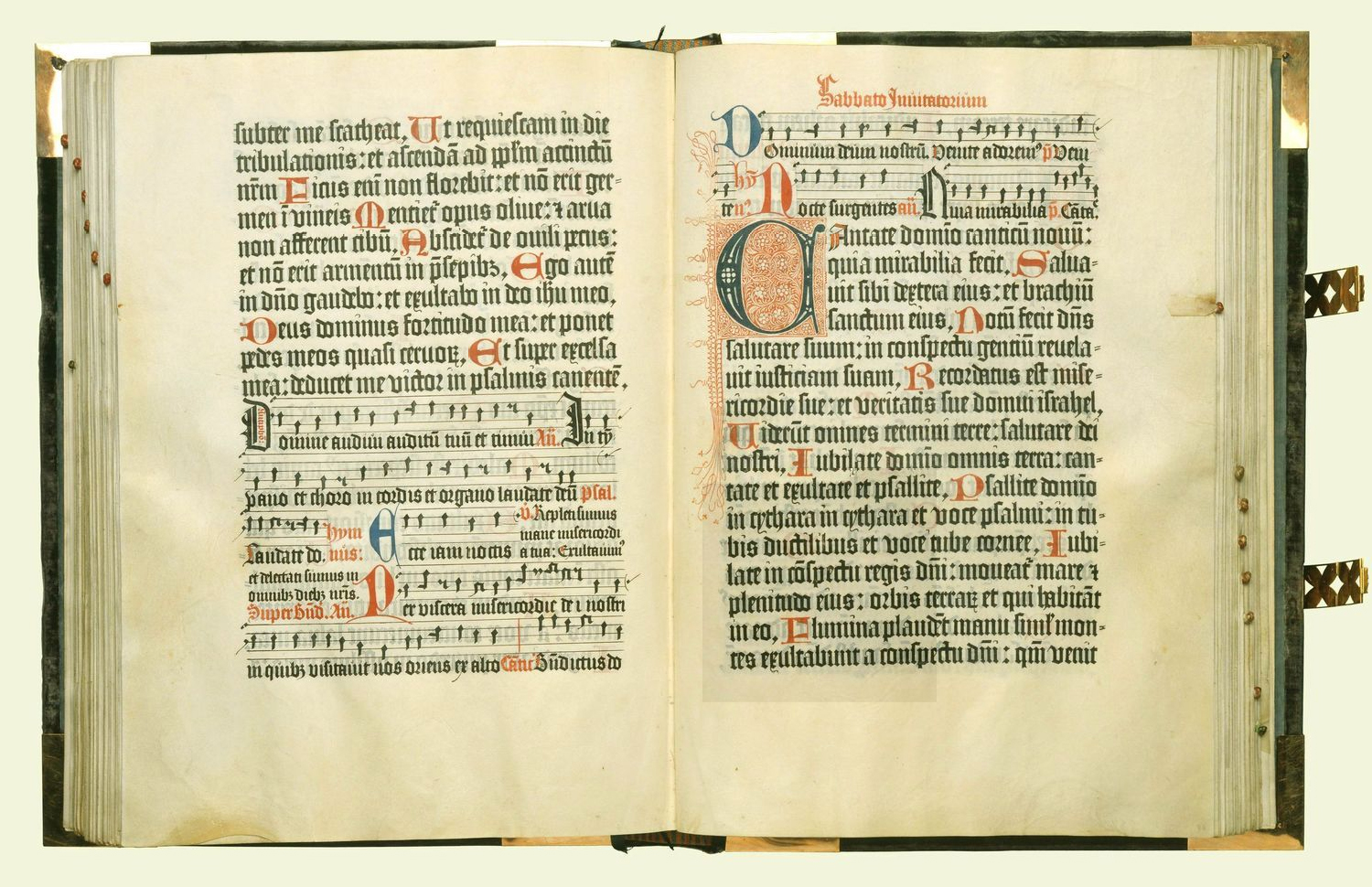
Psałterz moguncki

Psałterz moguncki – inkunabuł z 1457 roku zawierający łaciński psałterz, pierwsza drukowana książka w Europie opatrzona datą wydania i sygnaturą wydawcy. Zachowało się zaledwie 10 egzemplarzy, wydrukowanych w różnych wariantach kompozycyjnych, z których najważniejszy znajduje się w Austriackiej Bibliotece Narodowej w Wiedniu.
Książka została wydana w Moguncji przez Fusta i Schöffera, prawdopodobnie przy użyciu czcionek przygotowanych jeszcze przez Gutenberga. Na kolofonie widnieje data 14 sierpnia 1457 roku. Wydrukowana została na pergaminie trójbarwnym czarno-czerwono-niebieskim drukiem, z metalorytowymi inicjałami. Ukazały się dwie edycje wydawnictwa, liczące 143 i 175 stron.
W roku 2011 Psałterz moguncki został wpisany na listę UNESCO Pamięć Świata.